# Neopostega falcata
Neopostega falcata là một loài bướm đêm thuộc họ Opostegidae. Nó là loài duy nhất được tìm thấy ở
a lowland rainforest ở đông bắc Costa Rica.
Chiều dài cánh trước khoảng 2.1 mm. Adults are almost entirely white. Con trưởng thành bay từ tháng 3 đến tháng 4.